# 오이시 사토시
오이시 사토시(일본어: 大石 悟司, 1972년 6월 26일 ~ )는 일본의 전 축구 선수이다.

## 구단 경력
1995년 J1리그의 가시와 레이솔에 입단했다. 1996년에 J리그컵로 4강 진출. 1996년후 현역 은퇴.